# 安德罗·布什列
安德罗·布什列（1986年1月4日—），克罗地亚男子水球运动员。他曾代表克罗地亚国家队参加2008年、2012年、2016年和2020年夏季奥林匹克运动会水球比赛，获得一枚金牌和一枚银牌。